# Anglia
Anglia (ang. England) – część składowa Zjednoczonego Królestwa Wielkiej Brytanii i Irlandii Północnej. W przeszłości była niezależnym królestwem. Ma granice lądowe z Walią na zachodzie i Szkocją na północy. Kraj jest oblewany przez Morze Celtyckie i Morze Irlandzkie. Od kontynentalnej części Europy oddzielony jest kanałem La Manche i Morzem Północnym. Stolicą Anglii jest Londyn. Panuje w niej król brytyjski Karol III. Populacja kraju to ponad 56 milionów osób (2019), większość z nich mieszka w stolicy i innych aglomeracjach.
Obszar Anglii stanowią głównie równiny i pagórki. Na północy teren jest bardziej górzysty, np. w Lake District czy Górach Pennińskich. W kraju panuje klimat morski. Temperatura jest umiarkowana, zimą rzadko schodzi poniżej zera, latem dochodzi do 32 stopni. Poza głównym obszarem, zajmującym południową i środkową część wyspy Wielka Brytania, na Anglię składa się także ponad 100 mniejszych wysp, takich jak Scilly czy Wight.

## Historia
Począwszy od VIII wieku zamieszkana przez Anglosasów Anglia była najeżdżana przez wikingów. Królestwa Mercja oraz Nortumbria zostały podbite kolejno w 875 i 876 roku. W kolejnych latach król angielski Alfred Wielki wygrał kilka znaczących bitew z Duńczykami, odbierając utracone regiony. W 1066 roku miała miejsce inwazja Normanów na Anglię. Normanowie pod wodzą Wilhelma Zdobywcy pokonali Harolda II i w szybkim tempie podbili południowe regiony Anglii. Po problemach z sukcesją do tronu wybuchła wojna domowa, która zakończyła się wraz z koronacją Henryka II Plantageneta w 1154 roku.
Król Edward III próbował zwiększyć siłę swojego królestwa, starając się objąć tron Francji. Przez ponad sto lat miały miejsce konflikty zbrojne pomiędzy oboma krajami co później nazwano wojną stuletnią.
W XVI wieku król Henryk VIII Tudor nie dostał pozwolenia od papieża na rozwód z Katarzyną Aragońską. Parlament angielski uchwalił akt supremacji, co uniezależniło kraj od papieża. Skutkami tego były rozłam z Kościołem rzymskokatolickim oraz ustanowienie Kościoła anglikańskiego.
W 1666 roku w Londynie wybuchł pożar; spłonęło ponad 13 tys. domów, jednak w krótkim okresie miasto zostało odbudowane. Wiele z nowo powstałych budynków zaprojektował Christopher Wren. W XVII wieku w parlamencie zawiązały się dwie partie, Torysi i Wigowie. Podczas chwalebnej rewolucji Wigowie i część Torysów obalili ówczesnego króla Jakuba II Stuarta, którego następcą został Wilhelm III Orański. W 1707 roku po uzgodnieniu przez parlament angielski i szkocki, Królestwo Anglii i Królestwo Szkocji połączyły się tworząc Królestwo Wielkiej Brytanii.
W trakcie rewolucji przemysłowej część ludzi przeniosła się z rejonów wiejskich do dużych miast w celu pracy w fabrykach. Podczas II wojny światowej Anglia stanęła ponownie po stronie aliantów. Wiele miast, szczególnie w południowej części zostało zbombardowanych podczas niemieckich nalotów. Niedługo po II wojnie światowej nastąpił proces dekolonizacji – wiele obszarów Imperium brytyjskiego ogłosiło niepodległość. W 1948 powstał National Health Service, który umożliwił szerokim masom społeczeństwa darmowy dostęp do opieki medycznej.
Na początku XX wieku miała miejsce wielka migracja do Anglii głównie z innych regionów wysp brytyjskich i subkontynentu indyjskiego. Od lat 70. zaczęto stopniowo odchodzić od działalności produkcyjnej i kłaść większy nacisk na sektor usług. Jako część Wielkiej Brytanii, Anglia w 1973 roku dołączyła do Wspólnoty Europejskiej, później przemianowanej na Unię Europejską.

## Ustrój
Głową państwa jest osoba z rodziny królewskiej wybrana zgodnie z linią sukcesji. Aktualnie tę funkcję pełni król Karol III. Anglia, w odróżnieniu od innych krajów Wielkiej Brytanii, nie ma własnego parlamentu i pozostaje pod wyłączną jurysdykcją parlamentu brytyjskiego. W ten sposób deputowani pochodzący spoza Anglii mogą mieć wpływ na wewnętrzne sprawy tego kraju. Parlament dzieli się na Izbę Lordów oraz Izbę Gmin. Siedzibą obu jest Pałac Westminsterski w Londynie. Wybory odbywają się co 5 lat. Partia z największą liczbą zdobytych miejsc przejmuje rządy na kolejny okres. Lider wygrywającej partii zostaje mianowany przez monarchę brytyjskiego premierem Anglii.

## System prawny
System prawny Anglii znacznie różni się od systemów prawnych państw kontynentalnych. Różnice te wynikają przede wszystkim z faktu, że w odróżnieniu od całościowo oraz licznie skodyfikowanych i uregulowanych ustawowo dziedzin prawa w państwach na kontynencie europejskim w Anglii (jak i w pozostałych częściach Wielkiej Brytanii) system prawa stanowionego dotyka tylko niektórych gałęzi prawa, przy czym cała reszta opiera się na prawie precedensowym.
System prawny Anglii charakteryzuje się występowaniem obok siebie zarówno prawa ustawowego (statutory law), jak i prawa precedensowego (case albo common law). Pierwsze składa się z szeregu różnych aktów prawa stanowionego, w szczególności ustaw (statutes). W Anglii nie ma konstytucji w sensie formalnym, nie istnieje szczególny akt prawny o randze ponad ustawowej, co jest typowe dla krajów Europy kontynentalnej i USA. Z kolei angielskie prawo common law jest tworzone na podstawie rozstrzygnięć uprzednio przyjętych we wcześniej wydanych wyrokach sądowych, które noszą miano precedensów.

## Geografia

Keswick, Lake District

Anglia swoim obszarem obejmuje południową i centralną część Wielkiej Brytanii. W jej skład wchodzą też mniejsze wyspy np. Wight czy grupa wysp Scilly. Anglia graniczy z dwoma krajami: Walią od zachodu i Szkocją od północy. Od Francji oddziela ją kanał La Manche. Najdłuższą rzeką jest Severn o długości 354 km, płynąca przez Walię i zachodnią Anglię. Najdłuższą rzeką położoną w całości w Anglii jest Tamiza (346 km) przepływająca przez Londyn. Największym jeziorem jest Windermere, które znajduje się w parku narodowym Lake District.
Najstarszym masywem górskim są Penniny położone w północnej części kraju. Ich powstanie szacuje się na paleozoik, około 300 milionów lat temu. W tym rejonie występują naturalnie m.in. piaskowiec, wapień czy węgiel. Najwyższym punktem (978 m) jest szczyt Scafell Pike w Kumbrii.

## Podział administracyjny
Hrabstwa i dystrykty metropolitalne
     Hrabstwa niemetropolitalne
     Jednostki unitary authority
     Wielki Londyn z podziałem na gminy i City of London

Podział administracyjny Anglii według rodzaju jednostek:
Hrabstwa i dystrykty metropolitalne
Hrabstwa niemetropolitalne
Jednostki unitary authority
Wielki Londyn z podziałem na gminy i City of London
Pogrubione linie wyznaczają granice hrabstw ceremonialnych

Anglia posiada niejednorodny system podziału administracyjnego. W znacznej części kraju funkcjonuje dwustopniowy podział na hrabstwa niemetropolitalne (shire county, non-metropolitan county), których jest 21, dzielących się dalej na dystrykty niemetropolitalne (shire district, non-metropolitan district, łącznie 164). Sześć aglomeracji w kraju znajduje się w granicach hrabstw metropolitalnych (metropolitan county), które od 1986 roku nie posiadają jednak własnych władz, przekazując wszystkie kompetencje znajdującym się niżej w hierarchii dystryktom metropolitalnym (metropolitan district, łącznie 36). Pozostała część kraju podzielona jest na jednostki unitary authority, wypełniające zadania zarówno hrabstw jak i dystryktów, których jest 62. Jednostki te najczęściej obejmują pojedyncze miasta i zespoły miejskie. Wielki Londyn, zarządzany przez Greater London Authority, podlega innym zasadom administracyjnym i dzieli się na 32 gminy (London boroughs). Szczególnymi przypadkami są: City of London, które posiada odmienne kompetencje od otaczających je gmin, oraz wyspy Scilly o kompetencjach zbliżonych do unitary authority.
W dużej części Anglii funkcjonuje dodatkowy, najniższy szczebel podziału administracyjny – parafie (civil parish). Mają one charakter fakultatywny i powoływane są z inicjatywy mieszkańców. W 2016 roku funkcjonowało ponad 9000 takich jednostek, zamieszkanych przez ponad 1/3 mieszkańców kraju.
W 1994 roku do życia powołane zostały regiony, które stały się najwyższym szczeblem podziału administracyjnego. Utraciły one jednak znaczenie administracyjne w 2011 roku wraz z likwidacją ich władz, choć pozostają w użyciu m.in. dla celów statystycznych.
Dodatkowo w Anglii funkcjonuje podział na 48 hrabstw ceremonialnych, który stopniowo formował się od średniowiecza do współczesności. Choć nie posiadają one znaczenia administracyjnego, powszechnie wykorzystywane są w kontekście geograficznym. W każdym z hrabstw ceremonialnych urzędują Lord Lieutenant oraz High Sheriff, reprezentujący monarchę.

## Edukacja
Edukacja finansowana z państwowych środków jest podzielona na następujące etapy: Early Years Foundation Stage, primary education (podzielone na Key Stage 1 i Key Stage 2), secondary education (podzielone na Key Stage 3 i Key Stage 4), edukację po 16 roku życia i tertiary education. Obowiązek szkolny występuje w Anglii od 1880 roku.

## Demografia

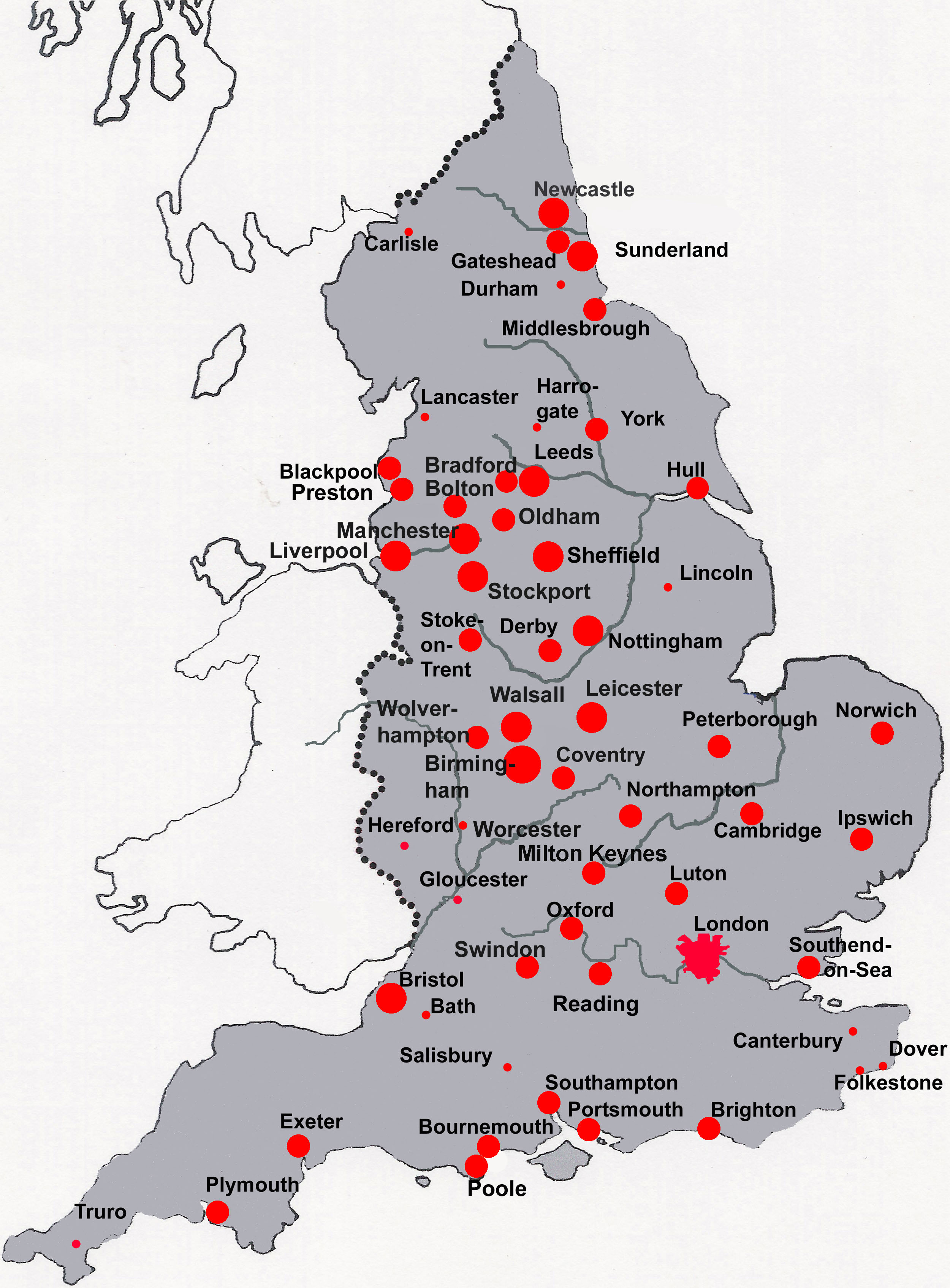
Największe miasta Anglii

Anglia jest najbardziej zaludnioną częścią składową Wielkiej Brytanii, zamieszkaną przez 53 mln mieszkańców (84% ogółu). 86% ludności jest rasy białej, z czego Anglików rasy białej jest 80,5%. 2,9% ludności jest rasy czarnej. Osoby te pochodzą głównie z Afryki i Karaibów.
W poniższej tabeli wymienione są najbardziej zaludnione miasta Anglii (powyżej 200 000 mieszkańców w 2011 roku).
| Miasto              | Liczba ludności (2011) | Liczba ludności aglomeracji (2011) |
| ------------------- | ---------------------- | ---------------------------------- |
| Londyn              | 8 250 205              | 9 787 426                          |
| Birmingham          | 1 085 810              | 2 440 986                          |
| Liverpool           | 552 267                | 864 122                            |
| Bristol             | 535 907                | 617 280                            |
| Sheffield           | 518 090                | 685 368                            |
| Manchester          | 510 746                | 2 553 379                          |
| Leeds               | 474 632                | 1 777 934                          |
| Leicester           | 443 760                | 508 916                            |
| Bradford            | 349 561                | patrz: Leeds                       |
| Coventry            | 325 949                | 359 262                            |
| Nottingham          | 289 301                | 729 977                            |
| Kingston upon Hull  | 284 321                | 314 018                            |
| Stoke-on-Trent      | 270 726                | 372 775                            |
| Newcastle upon Tyne | 268 064                | 774 891                            |
| Derby               | 255 394                | 270 468                            |
| Southampton         | 253 651                | 855 569                            |
| Portsmouth          | 238 137                | patrz: Southampton                 |
| Plymouth            | 234 982                | 260 203                            |
| Brighton and Hove   | 229 700                | 474 485                            |
| Reading             | 218 705                | 318 014                            |
| Northampton         | 215 173                | 215 963                            |
| Luton               | 211 228                | 258 018                            |
| Wolverhampton       | 210 319                | patrz: Birmingham                  |

## Religia
Podczas spisu powszechnego 2011 mieszkańcy Anglii odpowiadali następująco pytani o wyznanie:
- chrześcijaństwo – 31 479 876 (59,4%)
- bezwyznaniowość – 13 114 232 (24,7%)
- islam – 2 660 116 (5,0%)
- hinduizm – 806 199 (1,5%)
- sikhizm – 420 196 (0,8%)
- judaizm – 261 282 (0,5%)
- buddyzm – 238 626 (0,5%)
- inne religie – 227 825 (0,4%)
- brak odpowiedzi – 3 804 104 (7,2%)
- łącznie – 53 012 456

Chrześcijańskim patronem Anglii jest święty Jerzy, którego symbol – krzyż świętego Jerzego – widnieje na angielskiej fladze.